# Tricasses
Les Tricasses étaient un peuple celte établi le long de la Seine, dans la majeure partie du territoire du département de l'Aube.
Ils donnèrent leur nom à Troyes, dénommée Augustobona (en l'honneur d'Auguste) durant la période romaine. Leur territoire, créé au début du Principat à partir d'une petite partie de ceux des Lingons et Sénons, était rattaché à la Gaule lyonnaise. Outre ces deux peuples, ils avaient pour voisins les Catalaunes, une nation mineure et cliente des puissants Remes.

## Ethnonymie
Leur nom contient un élément -casses (comme second élément d'un composé) que l'on trouve dans d'autres ethnonymes gaulois : Véliocasses, Baiocasses, Viducasses et Sucasses (peuple d'Aquitaine).
En revanche, Cassi- (comme premier élément) apparaît dans les noms de personne : Cassivellaunos, dans celui de dieux : Cassibodua. Plusieurs étymologies ont été proposées anciennement, dont, par rapprochement avec l'irlandais cais « élégant », un cassi- au sens d’« excellent, beau, plaisant » et « saint ». Cependant, des études plus récentes ne donnent pas à ce terme d'étymologie assurée,. Pierre-Yves Lambert, linguiste et spécialiste du gaulois, ne rejette pas l'idée que Cassi- en première position puisse être un adjectif signifiant « enchevêtré, touffu ». Il compare avec l'irlandais cas qui a ce sens et suggère que sa forme substantivée dotée d'un suffixe a donné *cassano-, éventuellement *cassino-, d'où chêne en français, à partir d'une métaphore signifiant « le touffu, l'enchevêtré ».
Cassi- aurait plutôt le sens d'« étain, bronze » et la même origine que le grec κασσίτερος (kassíteros) « étain » qui a donné cassitérite, mot emprunté au nom possiblement celtique des Îles Cassitérides à l'ouest de l'Europe et de localisation incertaine, c'est de cet endroit qu'aurait été extrait et exporté l'étain,.
En revanche, -casses, comme second élément d'un composé, serait celui de la chevelure, notamment des boucles ou des tresses, c'est pourquoi, on le retrouve dans le nom de plusieurs peuples : les Bodiocasses (devenu Baiocasses) seraient « (qui ont) des boucles blondes », comparable au vieil irlandais buide-chass « aux boucles / tresses blondes », les Sucasses « aux belles boucles / tresses », et les Véliocasses « aux boucles emmêlées (comme un arbre) ». Ainsi le sens de Tricasses serait « (qui ont) trois boucles ou trois tresses », s'expliquant sans doute par la coiffure spéciale des Celtes au combat,,,.

« Helmut Birkhan parvient cependant à la conclusion raisonnable que -casses et cassi- sont deux mots différents, que -casses signifie probablement 'au cheveux bouclés / crépus' (mit wirrem Kraushaar) et s'explique par la coiffure spéciale des Celtes au combat (une forme celto-germanique *kazdh- permettrait d'unifier le celtique cass- et les mots vieux norrois haddr 'longs cheveux de femme', anglo-saxon heord 'chevelure' < *kazdh-to-/ti-) »

— Xavier Delamarre, Dictionnaire de la langue gauloise (approche linguistique du vieux celtique continental), éditions Errance, Paris, 2003,  (ISBN 2-87772-237-6), p. 109 - 110.
.
L'élément tri- est attesté avec certitude dans le calendrier de Coligny par la formule gauloise trinox samo sindiu, forme abrégée de trinoxtion Samoni sindiu « la fête des trois nuits de Samonios aujourd'hui ». Il apparaît aussi dans Trigaranus, dans l'inscription Taruos trigaranos « taureau au trois grues » (figurées sur le pilier des Nautes parisiaques), dans Tricorii ethnonyme signifiant « les trois troupes, les trois armées » et trimarcisia « formation de cavalerie comprenant trois cavaliers », etc. et toujours avec le sens de  « trois » (cf. breton tri),,. Le nombre trois joue un rôle important dans les conceptions des Celtes.

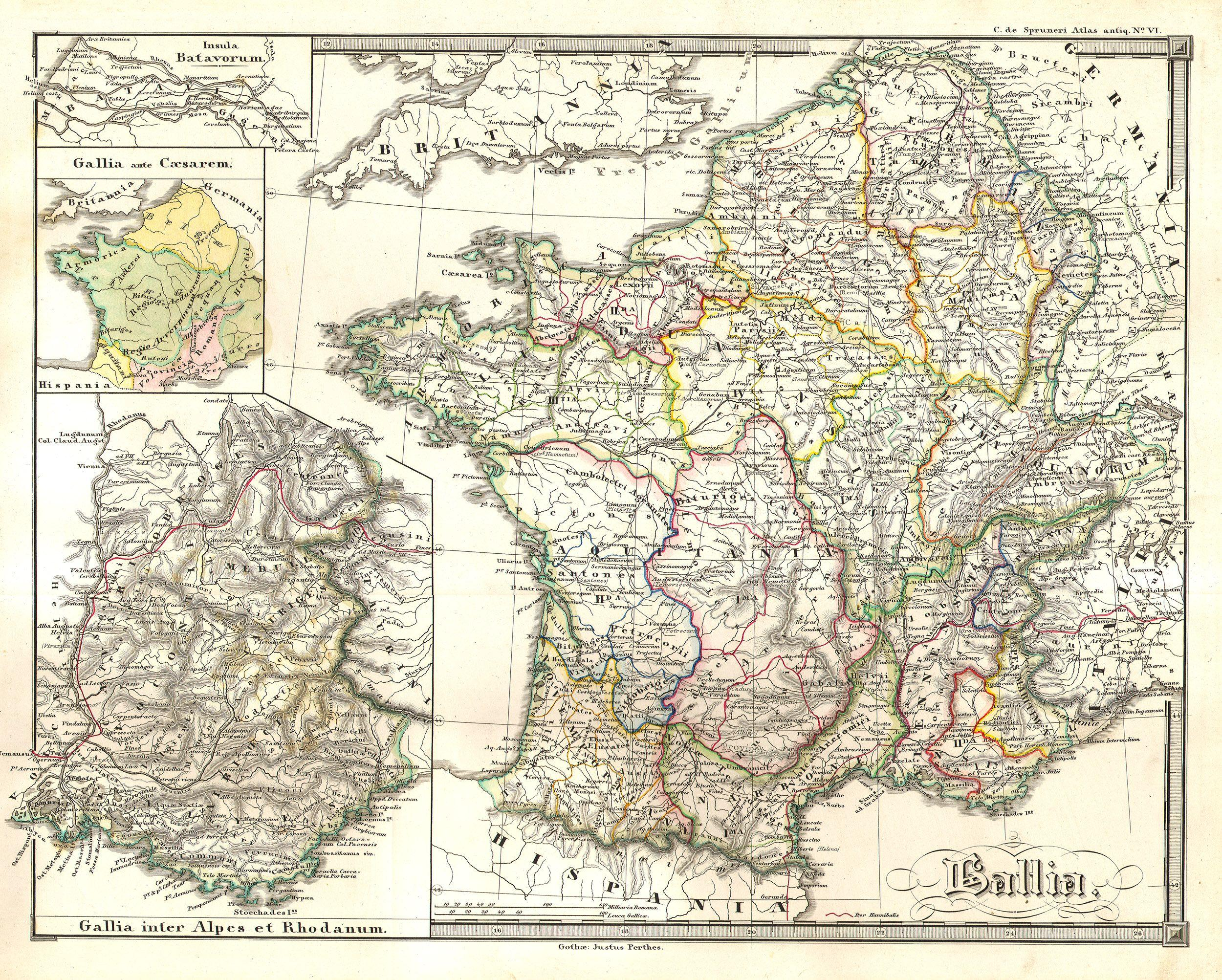
Gaule au moment de la conquête romaine.

Cependant, selon les archéologues Jean-Marie Pailler et Mélanie Mairecolas, le celtique tri- n'aurait pas le sens de « trois » mais signifierait « qui fait traverser », et en prenant le préfixe cass- de (cassitérite), les Tricasses seraient la population qui faisait transiter l'étain venant du nord et de l'ouest de l'Europe vers la Méditerranée.

« Restent les Tricasses (> Troyes, Aube) et leur équivalent plus ancien – linguistiquement – les Tricastini (> Tricastin, Drôme). Leur cas, on va le voir, est crucial. D’abord interprétés les uns et les autres comme ceux « qui ont trois boucles ou tresses », ce qui pouvait surprendre, ils ne sauraient devenir des hommes « aux trois brins de métal ». Le problème trouve sa solution si l’on s’avise que le préfixe tri-, en celtique, ne signifie pas nécessairement « trois », mais peut indiquer, comme tre-, tra-, tar- (cf. latin trans, sanscrit tiráh, vieil irlandais trí et tré) l’idée de passer, de faire traverser. C’est l’explication qui est donnée, depuis Thurneysen, du nom d’un autre peuple, celui des Trévires, Treueri (> Trèves, Trier), comme « les Passeurs », ceux qui « font passer » le cours d’eau, uer- (la Moselle). Les Tricasses et les Tricastini sont-ils des « passeurs », plus exactement les « passeurs de l’étain » ? La réponse positive s’impose, si l’on tient compte de la position respective des deux peuples sur une des importantes « voies de l’étain » signalées par les textes. »

À noter qu'aucun linguiste spécialiste du celtique ou celtisant, y compris Rudolf Thurneysen, ne rapproche le nom des Trévires de celui des Tricasses (voir supra). Le nom des Trévires, autrement Trēueri, est analysé sur la base d'un composé des éléments Trē-, issu d'un plus ancien *trei-, « à travers » suivi du thème uer- « eau », d'où un verbe ayant le sens de « franchir un cours d'eau »,, qui explique trē-uer-o, pluriel trē-uer-i par création d'un nom verbal au sens de « franchisseurs de cours d'eau » → « passeurs ». En outre, cette étymologie n'est pas certaine, bien que l'existence du vieil irlandais treóir, nom verbal désignant le fait de guider, de diriger, le passage d'un cours d'eau, semble la renforcer.

## Articles détaillés
- Gaulois,
- Celtes,
- Augustobonna,
- Gaule.